# Beatriz del Carmen Gaete Salinas
Beatriz del Carmen Gaete Salinas est une joueuse internationale chilienne de rink hockey. 

## Palmarès
En 2016, elle participe au championnat du monde.
En 2021, elle rejoint le club de Liceo.